# Гротацолина
Гротацолина (итал. Grottazzolina) насеље је у Италији у округу Фермо, региону Марке.
Према процени из 2011. у насељу је живело 2748 становника. Насеље се налази на надморској висини од 133 м.

## Становништво
| 1936. | 1951. | 1961. | 1971. | 1981. | 1991. | 2001. | 2011. |
| ----- | ----- | ----- | ----- | ----- | ----- | ----- | ----- |
| 2.459 | 2.491 | 2.562 | 2.705 | 2.843 | 2.899 | 3.129 | 3.287 |